# 韦波
韦波（1971年12月—），贵州普安人，布依族，无党派人士。中华人民共和国政治人物、第十三届全国人民代表大会贵州省代表。

## 生平
2018年，韦波被选为贵州省出席第十三届全国人民代表大会代表。